# Monolog (Kurzfilm)
Monolog ist ein britischer Kurzfilm von Laure Prouvost aus dem Jahr 2009. In Deutschland feierte der Film am 2. Mai 2010 bei den Internationalen Kurzfilmtagen in Oberhausen Premiere.

## Handlung
Man sieht einen Frauenkörper in einem Raum, in dem der ganze Film spielt. Die Frau durchbricht die vierte Wand und erklärt etwas.

## Kritiken
„Für sein bravouröses Hinterfragen von Autorenschaft und Reflexivität und seine intellektuelle Großzügigkeit, seinen subversiven Humor und launigen Absurdismus im Umgang mit dem Konzeptionellen geht ein Hauptpreis an Laure Prouvost für ‚Monolog‘.“

## Auszeichnungen
Internationale Kurzfilmtage Oberhausen 2010
- Hauptpreis